# Elecciones presidenciales de Venezuela de 1904
Las elecciones presidenciales de Venezuela de 1904 fueron realizadas el 5 de mayo del mismo año, con el propósito de elegir al presidente de la república para el periodo constitucional de 1905-1911, siendo reelegido y el general Cipriano Castro de manera unánime por Cuerpo Electoral.

## Antecedentes
La presidencia de Cipriano Castro tenía prevista finalizar en 1906, pero desde comienzos de 1904 Castro mostró su intención de lanzar su candidatura nuevamente a la presidencia del país. Para poder participar en las elecciones Castro opta por reformar la Constitución de 1901 aumentando el periodo presidencial de 4 a 6 años y reduciendo los estados federales a 13, además de modificar el sistema electoral de elección directa mediante los consejos municipales por la elección indirecta a través de 14 miembros del Congreso.
De esta manera Cipriano Castro logra promulgar la Constitución de 1904 que le garantiza gobernar por otros 6 años y de esta manera poder presedir los actos de conmemoración del centenario de la independencia del país.

## Elección
El 5 de mayo se realizaron los comicios por parte de los 14 electores, por unanimidad de todos los miembros de Cuerpo Electoral (incluyendo el voto favorable del expresidente Juan Pablo Rojas Paúl), son reelegidos tanto Cipriano Castro para la el cargo de presidente y Juan Vicente Gómez por el de vicepresidente.

## Consecuencias
Castro asume oficialmente la presidencia el 2 de junio de 1905 pero si mandato fue interrumpido en 1908 por dos razones, su estado de salud que lo obligó a viajar a Europa para recibir tratamiento y el Golpe de Estado por parte de su vicepresidente Juan Vicente Gómez que lo derrocó y posteriormente lo exilio del país, dando comienzo a una larga y nueva dictadura que duraría casi 27 años en el poder.